# アニメビジエンス
アニメビジエンスは、ジェンコより、2013年8月から2018年4月まで年に4回出版されていたアニメーション業界向け経済誌。

## 概要
消費者サイドからの視点で誌面構成されている他のアニメ雑誌とは一線を画し、あくまでもビジネスとしての観点からアニメーションを扱う。アニメーション業界の人達の間では半ば常識化している事柄でも他業界の者には知られていない事柄が掲載されている。一般書店では流通しない。表紙は有名な作品をオマージュとして他の作家が担当する。
2018年4月発売のVol.14をもって休刊。

## 連載
- クリエイターズVOICE - 毎回、著名な業界人にインタビューする。
- 丸山正雄のアニメバカ一代記 - 丸山正雄が業界の歴史について連載する。
- 福井健策の著作権と法務とアニメ - 著作権や法律関係に関して連載する。